# عمار سينغ ثابا
عمار سينغ ثابا كان قائدًا عسكريًا وسياسيًا نيباليًا بارزًا في أوائل القرن التاسع عشر. يُذكر لقيادته الناجحة خلال حرب الأنجلو جورخا (1814-1816). خلال هذه الحرب، كان قادرًا على الدفاع عن نيبال ضد شركة الهند الشرقية البريطانية وتوسيع أراضي البلاد.
ولد ثابا في غورخا بنيبال عام 1765. بدأ حياته المهنية في الجيش النيبالي كقائد شجاع لجيش غورخالي. عينه الملك بريثفي نارايان شاه في منصب القائد العام للقوات المسلحة عام 1790 ثم تمت ترقيته إلى منصب القائد العام للجيش.
كان ناجحًا للغاية في الحملات العسكرية ضد التبت وكوماون وجارهوال وسيكيم. كما حارب القوات البريطانية خلال حرب الأنجلو جورخا (1814-1816). مكنته تكتيكاته الجريئة من تأمين نصر حاسم في قلعة مالاون في عام 1815 والتي أقامت حدود نيبال مع الهند.
شغل ثابا أيضًا منصب رئيس وزراء نيبال لعدة أشهر في عام 1806 قبل أن يحل محله بهيمسن ثابا. توفي عام 1846 بعد حياة طويلة في الخدمة.